# Veselin Đuho
Veselin Đuho, född 5 januari 1960 i Foča, är en före detta jugoslavisk vattenpolospelare. Han ingick i Jugoslaviens landslag vid olympiska sommarspelen 1984 och 1988. Han tog två OS-guld och ett VM-guld.
Đuho spelade sju matcher och gjorde åtta mål i den olympiska vattenpoloturneringen i Los Angeles. I den olympiska vattenpoloturneringen i Seoul spelade han sju matcher och gjorde nio mål.
Đuho tog VM-guld för Jugoslavien i samband med världsmästerskapen i simsport 1986 i Madrid.